# فرودگاه بین‌المللی ولی
فرودگاه بین‌المللی ولی (به انگلیسی: Valley International Airport)  یک فرودگاه همگانی  با کد یاتا HRL است که یک باند فرود آسفالت دارد و طول باند آن ۲۲۱۲ متر است. این فرودگاه در  کشور ایالات متحده آمریکا قرار دارد و در ارتفاع ۱۱ متری از سطح دریا واقع شده است.

## شرکت‌های هواپیمایی و مقصدهای پروازی
Scheduled passenger service is currently اجرا توسط the following airlines:
| شرکت‌های هواپیمایی    | مقصدهای پروازی          | Refs  |
| -------------------- | ----------------------- | ----- |
| دلتا کانکشن          | فصلی: مینیاپولیس−سنت پل |       |
| ساوت‌وست ایرلاینز     | آستین، ویلیام پی. هابی  |       |
| Sun Country Airlines | فصلی: مینیاپولیس−سنت پل | [ ۱ ] |
| یونایتد اکسپرس       | جرج بوش                 |       |

### Top destinations
| Rank | City                        | Passengers | Carriers           |
| ---- | --------------------------- | ---------- | ------------------ |
| 1    | ویلیام پی. هابی             | 148,000    | Southwest          |
| 2    | جرج بوش                     | 53,000     | United             |
| 3    | آستین                       | 29,000     | Southwest          |
| 4    | دالاس لاو                   | 19,000     | Southwest          |
| 5    | مینیاپولیس−سنت پل           | 15,000     | Delta, Sun Country |
| 6    | لس‌آنجلس                     | 2,000      | Southwest          |
| 7    | سن دیه‌گو                    | 1,000      | Southwest          |
| 8    | لوئیز آرمسترانگ نیو اورلنان | 1,000      | Southwest          |
| 9    | ال پاسو                     | 1,000      | Southwest          |
| 10   | فینکس اسکای هاربر           | 1,000      | Southwest          |